# Epidemia epixanthe
Epidemia epixanthe är en fjärilsart som beskrevs av Jean Baptiste Boisduval 1833. Epidemia epixanthe ingår i släktet Epidemia och familjen juvelvingar. Inga underarter finns listade i Catalogue of Life.